# Yellow Submarine Songtrack
Yellow Submarine Songtrack es un álbum recopilatorio de The Beatles publicado en 1999, y que contiene canciones que aparecen en la película animada de 1968 Yellow Submarine. Contiene sencillos (algunos con sus caras B). Todas las canciones fueron publicadas en el CD Yellow Submarine.
Este álbum es descrito como el más débil de todas las recopilaciones de The Beatles hasta el momento, vendiendo muy poco en los principales países, porque los discos de Los Beatles suelen escalar hasta el primer lugar en ventas, pero en este lo máximo que lo logró fue un 8.º puesto en su país natal Inglaterra.
El CD debutó en el Reino Unido en el #8 vendiendo 19.000 copias en la primera semana y en los Estados Unidos #15 vendiendo 68.900 en su primera semana en Francia en el puesto#13 y en Argentina #9 vendiendo 4.680 copias la primera semana.
Lo interesante de estos temas es que son un Remix de los multitrack originales. Esta edición pone las voces en el centro y los instrumentos rodeándolas, dando una sensación nueva, en esta ocasión se ha hecho una adecuada mezcla en estéreo, el sonido de estos temas es increíble, ya que en el momento de hacer las mezclas originales no se había desarrollado adecuadamente esta técnica, pues el estándar de audio era monoaural. Actualmente es la única fuente estéreo de Only A Northern Song, otro aspecto interesante esta en Hey Bulldog, ya que la voz de Lennon se escucha con eco.

## Lista de canciones
Todas las canciones escritas por Lennon/McCartney, excepto donde se indique.
1. "Yellow Submarine"
2. "Hey Bulldog"
3. "Eleanor Rigby"
4. "Love You To" (George Harrison)
5. "All Together Now"
6. "Lucy in the Sky with Diamonds"
7. "Think for Yourself" (George Harrison)
8. "Sgt. Pepper's Lonely Hearts Club Band"
9. "With a Little Help from My Friends"
10. "Baby You're a Rich Man"
11. "Only a Northern Song" (George Harrison)
12. "All You Need Is Love"
13. "When I'm Sixty-Four"
14. "Nowhere Man"
15. "It's All Too Much" (George Harrison)

- Datos: Q1423277